# Daniel Paul Schreber
Daniel Paul Schreber (Lipsia, 25 luglio 1842 – Lipsia, 14 aprile 1911) è stato un giurista e scrittore tedesco.
È conosciuto principalmente per la sua opera del 1903 Memorie di un malato di nervi (in tedesco Denkwürdigkeiten eines Nervenkranken), in cui descrive in modo accurato la psicosi che lo affliggeva dal 1893. Diversi studiosi come Carl Gustav Jung, Sigmund Freud, Elias Canetti, William G. Niederland, Michel de Certeau, Gilles Deleuze e Jacques Lacan si sono misurati da allora con la rilevanza medico-psicologica delle Memorie.